# Узкоколейная железная дорога Боровичского комбината строительных материалов
Узкоколейная железная дорога Боровичского комбината строительных материалов — действующая узкоколейная железнодорожная линия шириной колеи - 750 мм на восточной окраине города Боровичи. В ведении Боровичского комбината строительных материалов находится электрифицированная узкоколейная железная дорога протяжённостью около 2 километров, предназначенная для доставки глины из карьера. 

## История
Боровичский кирпичный завод основан в 1910 году. Электрифицированная узкоколейная линия с локомотивной тягой, соединившая завод с карьером, была открыта не позднее 1954 года. Протяжённость узкоколейной железной дороги в первые годы была значительно меньшей, карьер находился на расстоянии менее 1 километра от завода. В 1980-х годах на Боровичский кирпичный завод поступили два электровоза К-10.

### Современное состояние
Узкоколейная железная дорога имеет протяжённость около 2 километров, дорога работает кругодично. В 2015 году проведён ремонт линии, путь узкоколейной железной дороги находятся в хорошем состоянии. Имеется два электровоза К-10 и пять вагонеток ВО-3 производства АРМЗ.

## Подвижной состав

### Локомотивы
- Электровозы К-10

### Вагоны
- Вагонетки ВО-3 производства Армавирского ремонтно-механического завода (АРМЗ).

## Фотогалерея
- Электровоз К-10 с вагонетками следует в сторону завода
- Главный путь
- Электровоз К-10 с вагонетками на участке погрузки